# Aleia Hobbs
Aleia Hobbs (Nova Orleães, 24 de fevereiro de 1996) é uma atleta estadunidense, medalhista olímpica.
Ela se comprometeu com os LSU Lady Tigers em 2014 e concorreu por eles até meados de 2018, quando se tornou profissional e assinou um contrato de patrocínio com a Adidas.  Nos Jogos Olímpicos de Verão de 2020, conquistou a medalha de prata na prova de revezamento 4x100 metros feminino com o tempo de 41.45 segundos, ao lado de Javianne Oliver, Teahna Daniels, Jenna Prandini, Gabrielle Thomas e English Gardner.